# Mondsee (tó)
A Mondsee tó Felső-Ausztriában, a Salzkammergut régióban. Az Attersee mellett található. Délnyugati partja képezi a határt Felső-Ausztria és Salzburg tartomány között, valamint a tőle délre fekvő Mészkőalpokat is elválasztja a homokkőövezettől. Délnyugati partjánál emelkedik a Drachenwand. 
A tó a 18. század óta magántulajdonban van.

## Fordítás
- Ez a szócikk részben vagy egészben a Mondsee (See) című német Wikipédia-szócikk ezen változatának fordításán alapul.  Az eredeti cikk szerkesztőit annak laptörténete sorolja fel. Ez a jelzés csupán a megfogalmazás eredetét és a szerzői jogokat jelzi, nem szolgál a cikkben szereplő információk forrásmegjelöléseként.